# Гетти, Джордж
Джордж Вашингтон Гетти (англ. George Washington Getty, 2 октября 1819 — 1 октября 1901) — американский кадровый военный, участник мексиканской войны и семинольских войн, бригадный генерал добровольческой армии во время гражданской войны.

## Ранние годы
Гетти родился в Вашингтоне, в 16 лет поступил в военную академию Вест-Пойнт и окончил её 15-м по успеваемости в выпуске 1840 года. Его определили 2-м лейтенантом в 4-й артиллерийский полк. Он служил в Детройте на канадской границе в 1840 году, в Диборнвилле в 1840—1841 годах, в форте Макинак в 1841 году, и в форте Ниагара с 1841 по 1842 год. Затем его перевели в Вирджинию, где он с 1842 по 1844 год служил в форте Монро, оттуда перешёл в Пенсильванию в Карлайлские казармы (1844—1845), а затем снова вернулся в форт Монро и прослужил там с 1845 по 1846 год. 31 октября 1845 года Гетти получил звание первого лейтенанта.
С 1846 по 1847 год он находился на рекрутской службе, в 1847 году ненадолго вернулся в форт Монро, а затем принял участие в мексиканской кампании Скотта, где сражался при Контрерасе и при Молино-дель-Рей. 20 августа 1847 года он получил временное звание капитана за храбрость при Контрерасе и Чурубуско.
13 сентября он участвовал в штурме Чапультепека, а на следующий день в штурме Мехико. После войны он вернулся в форт Монро, откуда в 1849 году был переведён в форт Брук во Флориде и участвовал в войнах с семинолами в 1849—1850 годах. Впоследствии служил в гарнизонах Ки-Уэст, форта Коламбус, форта Джонстон, форта Брэди, форта Ниагара и форта Гамильтон. 4 ноября 1853 года Гетти получил постоянное звание капитана 4-го артиллерийского полка.
С 1856 по 1857 год он снова воевал с семинолами, с 1857 по 1858 год служил в Канзасе в форте Ливенворт и участвовал в подавлении беспорядков в Канзасе. Служил в Плате-Бридж в Небраске, фортах Ларами и Рэндалл в Дакоте, был в отпуске в 1860—1861 годах.

## Гражданская война
Когда началась гражданская война, Гетти был переведён в 5-й артиллерийский полк, а 28 сентября 1861 года ему присвоили звание подполковника. Весной 1862 года он принял участие в Кампании на полуострове, где командовал несколькими батареями при осаде Йорктауна. В ходе семидневной битвы он командовал  второй бригадой артиллерийского резерва, батареями Рэндола, Элдера, Моргана, Эймса и Смида. Его бригада участвовала в боях при Гейнс-Милл и при Малверн-Хилл. В августе артиллерия была переброшена в северную Вирджинию и Гетти участвовал в Мерилендской кампании. Генерал Бернсайд сделал его шефом артиллерии IX коруса, и в этом звании Гетти прошёл сражения при Южной Горе и при Энтитеме.
25 сентября 1862 года Гетти получил звание бригадного генерала добровольческой армии и 3 октября принял командование 3-й дивизией IX корпуса, которая состояла из бригад Харрисона Фэирчайлда и Эдварда Харланда.